# Tutti contro tutti (Chiamamifaro)
Tutti contro tutti è un singolo della cantautrice italiana Chiamamifaro, pubblicato il 29 marzo 2024 come unico estratto dal secondo album in studio Disco default.

## Descrizione
Il brano, scritto da Alessandro Belotti e Lorenzo Vizzini, è prodotto da Marco Paganelli, in arte Paga.

## Tracce
Testi di Alessandro Belotti e Lorenzo Vizzini Bisaccia, musiche di Angelica Cristina Gori, Lorenzo Vizzini Bisaccia, Marco Paganelli e Pietro Posani.
1. Tutti contro tutti – 2:47